# Арсеньев, Николай Лаврентьевич
Никола́й Лавре́нтьевич Арсе́ньев (10 декабря 1920 года — 24 марта 1979 года) — советский военный лётчик, участник Великой Отечественной войны, командир эскадрильи 63-го ночного бомбардировочного авиационного полка 132-й бомбардировочной авиационной дивизии 5-го бомбардировочного авиационного корпуса 4-й воздушной армии 2-го Белорусского фронта, капитан.
Герой Советского Союза (18.08.1945), генерал-майор авиации в отставке (с 1976 года).

## Биография
Родился 10 декабря 1920 года в селе Никоново Старицкого района Тверской области в семье крестьянина. Русский. Член ВКП(б)/КПСС с 1942 года. Окончил неполную среднюю школу. Работал на стройках города Калинин.
В 1939 году призван в ряды Красной Армии. В 1940 году окончил Ворошиловградскую военную авиационную школу лётчиков. В боях Великой Отечественной войны с июня 1941 года. Воевал на 2-м Белорусском фронте.
С декабря 1941 года и до последнего дня войны лётчик Н. Л. Арсеньев жил на полевых аэродромах, в действующей части и всегда находился в боевой готовности. Сначала он участвовал в обороне Севастополя, потом — в его освобождении, громил наземные войска противника на Кубани, при штурме его «Голубой линии», отличился в Ковельской и Бобруйской операциях, во взятии Кенигсберга, поддерживал наступление наших войск на Висле и Одере, а также в Берлинской операции.
1 февраля 1942 года экипаж Н. Л. Арсеньева уничтожил четыре автомашины с грузом, с бреющего полета расстрелял до 50 гитлеровцев. При возвращении с боевого задания бомбардировщик атаковали «мессеры». Умелым маневрированием пилот помог штурману и стрелку сбить фашистский истребитель.
В схватке самолёт Н. Л. Арсеньева получил 29 пробоин, был поврежден один из моторов. Пилот не растерялся. С одним мотором на поврежденной машине он перелетел линию фронта и благополучно приземлился на своем аэродроме.
19 января 1945 года Н. Л. Арсеньев трижды за ночь вылетал бомбить скопления войск на станции Найденбург. Несмотря на сильный заградительный огонь, экипаж обнаружил эшелон противника и разбомбил его.
24 апреля 1945 года девять самолётов под командованием капитана Н. Л. Арсеньева вылетели на бомбежку вражеских артиллерийских позиций в районе Потеронсдорф, преграждавших путь советским войскам. При подходе к цели бомбардировщики встретились с мощным зенитным огнём.
Командир эскадрильи на высоте 800 метров точно вывел самолёты на цель. Метким попаданием советские бомбардировщики подавили вражескую артиллерию, и наземные части Красной Армии возобновили успешное продвижение.
К маю 1945 командир эскадрильи 63-го ночного бомбардировочного авиационного полка капитан Н. Л. Арсеньев совершил 321 успешный боевой вылет, потопил шесть барж, один корабль и два катера с войсками и техникой, разрушил много железнодорожных узлов, военных заводов, командных пунктов, разных огневых точек фашистов, уничтожил 25 самолётов на аэродромах, 18 танков, 66 автомашин и много другой боевой техники и живой силы противника.
Указом Президиума Верховного Совета СССР от 18 августа 1945 года за образцовое выполнение боевых заданий командования по уничтожению живой силы и техники противника и проявленные при этом мужество и героизм капитану Николаю Лаврентьевичу Арсеньеву присвоено звание Героя Советского Союза с вручением ордена Ленина и медали «Золотая Звезда» (№ 5415).
В 1948 году окончил Высшие офицерские лётно-тактические курсы, в 1956 году — Военную академию Генерального штаба. С 1976 года генерал-майор авиации Н. Л. Арсеньев — в отставке. Жил в Тбилиси. Скончался 24 марта 1979 года. Похоронен на Сабурталинском кладбище.

## Награды
- Медаль «Золотая Звезда» Героя Советского Союза (№ 5415)
- Два ордена Ленина
- Четыре ордена Красного Знамени
- Орден Александра Невского
- Орден Отечественной войны I степени
- Орден Красной Звезды
- Орден «За службу Родине в Вооружённых Силах СССР» III степени
- Польский орден «Крест Храбрых»
- Медали, в том числе:
  - Медаль «За победу над Германией в Великой Отечественной войне 1941—1945 гг.»
  - Юбилейная медаль «Двадцать лет Победы в Великой Отечественной войне 1941—1945 гг.»
  - Юбилейная медаль «Тридцать лет Победы в Великой Отечественной войне 1941—1945 гг.»

## Память
- Похоронен в Тбилиси.
- В музее истории войск Закавказского военного округа хранятся его документы.